# NGC 707-1
NGC 707-1 is een elliptisch sterrenstelsel in het sterrenbeeld Walvis. Het hemelobject werd op 13 november 1879 ontdekt door de Duitse astronoom Ernst Wilhelm Leberecht Tempel. Het bevindt zich in de buurt van NGC 707-2.

## Synoniemen
- PGC 6861
- MCG -2-5-63